# Rocky Mountain nationalpark
Rocky Mountain nationalpark ligger i delstaten Colorado i USA. Nationalparken sträcker sig över Boulder County, Grand County och Larimer County. Den grundades 1915.
Området är bergslandskap och har stora höjdskillnader, från ca 2500 m ö.h. till toppar på över 4000 m. Parken har gott om vägar och går att besöka med bil. Det finns även gott om vandringsleder och möjligheter till vildmarksliv.
Nationalparken är ca 1.076 km² stor. Parkens huvudkontor finns i staden Estes Park.